# Transgender Day of Remembrance
Der Transgender Day of Remembrance (TDoR), deutsch „Tag der Erinnerung an die Opfer von Trans*feindlichkeit“, ist ein jährlich am 20. November stattfindender Gedenktag, an dem transgender Opfer transphober Gewalttaten gedacht und auf diese Problematik aufmerksam gemacht wird.

## Ursprung
Initiiert wurde der Gedenktag von Gwendolyn Ann Smith, einer trans Frau, die als Grafikdesignerin, Kolumnistin und Aktivistin in San Francisco arbeitet. Anlass war der Mord an Rita Hester in Allston (Massachusetts) im November 1998. Hester, eine afro-amerikanische trans Frau, war in ihrer Wohnung erstochen worden. Über den Mord gab es nahezu keinerlei Berichterstattung und der Fall gilt als ungeklärt. Smith gründete daraufhin das Internet-Projekt „Remembering Our Dead“, aus dem später zu Ehren von Rita Hester der internationale Transgender Day of Remembrance hervorging.
Seitdem wird jedes Jahr am 20. November des Todes von Rita Hester und anderer Opfer transphober Gewalt gedacht. Inzwischen ist daraus eine Bewegung mit weltweiten Aktionen geworden.

## Aktionen
Typischerweise wird – vor allem in den USA – an dem Gedenktag vor Ort eine Liste von Menschen vorgelesen, die im vergangenen Jahr ihr Leben verloren haben. Dazu gehören oft auch andere Aktionen wie Lichterketten, Kunst- und Filmaufführungen und Trauermärsche. Der Transgender Day of Remembrance ist inzwischen der Höhepunkt einer gesamten Aktionswoche, der Transgender Awareness Week.
In Deutschland organisieren verschiedene Projekte und Einzelpersonen – darunter der Lesben- und Schwulenverband in Deutschland (LSVD) – Aktionen zum Gedenktag. 2021 berichtete der Bayerische Rundfunk zum Anlass des Tages und gab die deutsche Bezeichnung „Tag der Erinnerung an die Opfer von Trans*feindlichkeit“ an.